# Люк-сюр-Мер
Люк-сюр-Мер (фр. Luc-sur-Mer) — коммуна во Франции, находится в регионе Нижняя Нормандия. Департамент коммуны — Кальвадос. Входит в состав кантона Дувр-ла-Деливранд. Округ коммуны — Кан.
Код INSEE коммуны — 14384.

## Население
Население коммуны на 2010 год составляло 3099 человек.
| 1962 | 1968 | 1975 | 1982 | 1990 | 1999 | 2010 |
| ---- | ---- | ---- | ---- | ---- | ---- | ---- |
| 1931 | 1976 | 2392 | 2609 | 2902 | 3036 | 3099 |

## Экономика
В 2010 году среди 1860 человек трудоспособного возраста (15—64 лет) 1296 были экономически активными, 564 — неактивными (показатель активности — 69,7 %, в 1999 году было 69,2 %). Из 1296 активных жителей работали 1150 человек (567 мужчин и 583 женщины), безработных было 146 (65 мужчин и 81 женщина). Среди 564 неактивных 179 человек были учениками или студентами, 274 — пенсионерами, 111 были неактивными по другим причинам.